# Kurt Heinrich Debus
Kurt Heinrich Debus (Francoforte, 29 novembre 1908 – Rockledge, 10 ottobre 1983) è stato un ingegnere tedesco noto per essere stato uno scienziato coinvolto nella realizzazione dei razzi V2 durante la II guerra mondiale e, dopo essere stato trasferito negli Stati Uniti, per essere stato il primo direttore del Kennedy Space Center della NASA nel 1962.

## Biografia
Nacque nel 1908 a Francoforte dove seguì il primo ciclo di studi. Successivamente studiò presso l'Università di Darmstadt dove si laureò in ingegneria meccanica ed elettrica e dove fu assistente nella facoltà di ingegneria elettrica. Nel 1939 conseguì il dottorato in Ingegneria con una tesi sui picchi di tensione. 
Aderì al partito nazista e alle SA già in relativamente giovane età  (1931,  a 23 anni), uscendo dalle SA per entrare nelle SS nel 1940.
Nel corso della II guerra mondiale fece parte del programma di sviluppo del razzo V2 dirigendo il personale incaricato dei test di volo a Peenemünde. Era incaricato da Hitler e dalle SS di controllare il progetto, come fiduciario del partito.
Il 2 maggio 1945 fu catturato, insieme ad altri scienziati guidati dal fratello di Wernher von Braun, da soldati dell'esercito statunitense nei pressi di Schattwald ed internato a Garmisch-Partenkirchen. Alla fine del 1945 fu trasferito in Texas a Fort Bliss con un contratto speciale di impiego per l'esercito statunitense insieme ad altri scienziati. Fu direttore del Dipartimento di guida e controllo dei razzi a Fort Bliss per poi essere trasferito, come assistente del direttore Werner von Braun, presso il Redstone Arsenal a Huntsville che divenne il centro di progettazione dei razzi per l'Esercito statunitense. Con l'inizio del progetto del missile Redstone Debus fu nominato, a novembre del 1951, capo del dipartimento che si occupava dei lanci dei razzi sperimentali. In questo ambito il dipartimento si occupò del lancio del primo missile con testata nucleare nell'Oceano Pacifico. A partire dal 1952 Debus si occupò della realizzazione di una base di lancio per i missili Redston, Jupiter, Jupiter C e Juno I e Juno II  a Cape Canaveral fino al 1960 anno in cui tutta l'organizzazione missilistica civile fu trasferita alla NASA. A partire dall'Inizio del 1961 Debus diresse la progettazione e la realizzazione della costruzione delle strutture di lancio dei missili Saturno nella zona nord di Cape Canaveral che, una volta operative, divennero nel 1962 il Launch Operations Center della NASA rinominato alla morte di John Kennedy John F. Kennedy Space Center e di cui Debus fu direttore, carica che lasciò nel 1974 al momento del suo pensionamento.

## Riconoscimenti
Ricevette numerosi riconoscimenti per la sua carriera tra cui la NASA Distinguished Service Medal
A Kurt Heinrich Debus la UAI ha intitolato il cratere lunare Debus